# Satí (diosa)
Satí es la diosa hinduista de la felicidad marital y la longevidad. Como una expansión de Deví, Satí es la primera consorte del dios Shivá. Su reencarnación es Párvati. Le rinden culto principalmente las mujeres hinduistas que buscan una larga vida junto a sus maridos.
En letra devánagari se escribe सती. Es el femenino del sánscrito sat (‘eterno [verdadero]’), aunque se traduce generalmente como ‘fiel, casta’. En inglés se escribía Suttee (pronunciado /satíi/).

## Leyenda

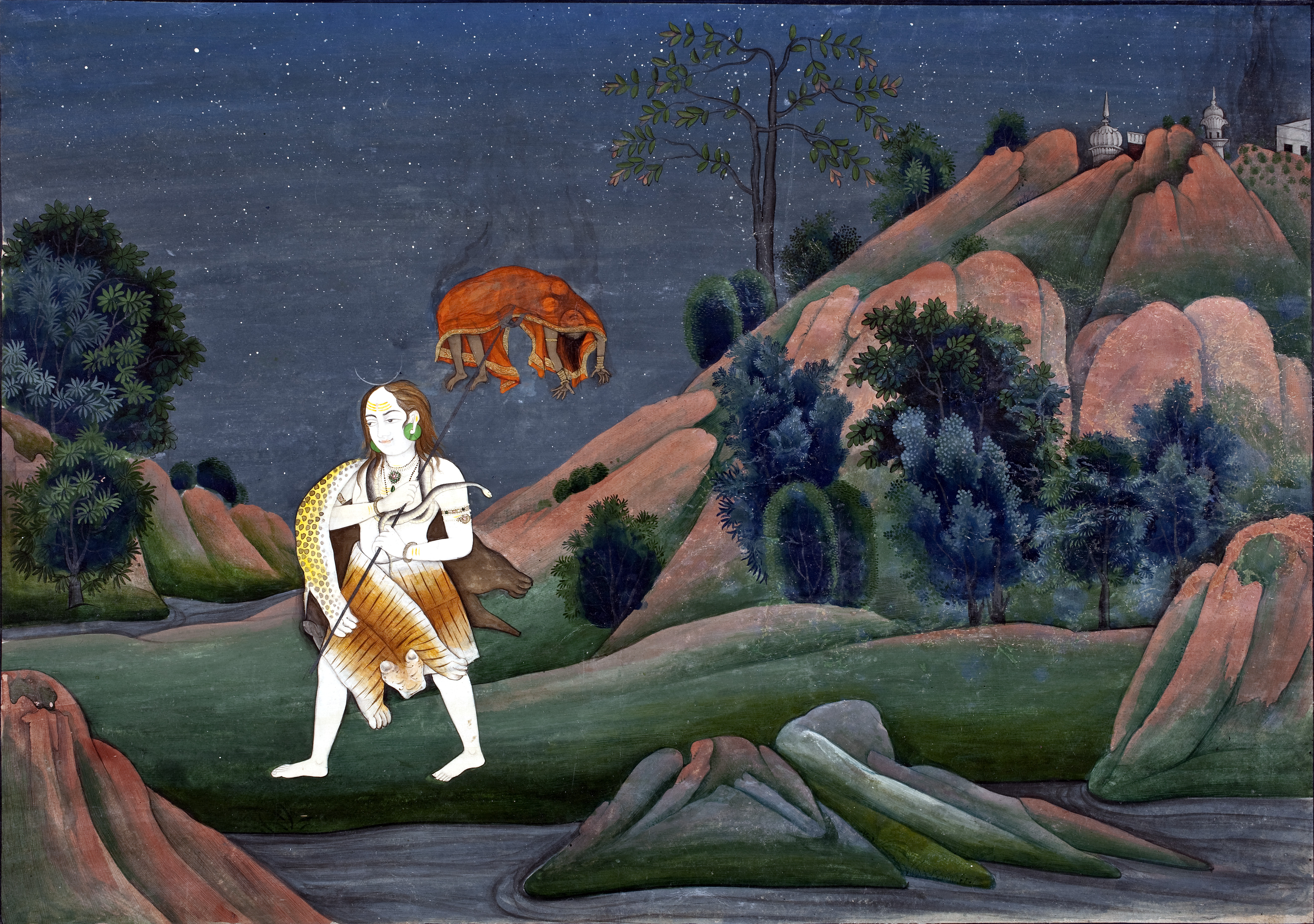
Shiva Carrying Sati on His Trident, acuarela de c. 1800, que muestra a un sonriente dios Shivá que camina con la diosa Satí suicidada (todavía generando humo), clavada en su tridente trishula.

En la mitología hinduista, Satí tuvo el papel de seducir sexualmente a Shivá para sacarlo del aislamiento ascético.
Luego de casarse con Shivá, ella asistió a una fiesta que oficiaba su padre Daksha (a la que él no la había invitado, por ser esposa del sucio Shivá). Ante un desaire de Daksha contra su esposo Shivá, Sati se suicidó: se sentó en el piso a meditar y encendió a sí misma en llamas (un raro poder místico).
Al enterarse Shivá, mató a todos los asistentes a la fiesta, incluido su suegro Daksha.

## Sacrificios en nombre de Satí
La religión hinduista creó la tradición sati, en que ataban a las viudas a la pira funeraria de su marido como acto final de «lealtad y devoción».

## Otros nombres
Satí tiene alrededor de mil nombres, entre ellos:
- Dākshāianí (‘hija de Daksha’), en letra devánagari se escribe दाक्षायणी (dākṣāyaṇī́).
- Umá.
- Aparnā.
- Shivá Kāmini (‘lujuria de Shivá’).

En el Lalithā Sajasra Nāma, texto sagrado del Brahmanda-purana puede encontrarse un listado de estos mil nombres.

## Otras Satís
- Esposa de Vishuá Mitra (según el Rig Vedá).
- Una de las esposas de Anguiras (según el Bhágavata Puraná).
- Un gato mono, Kira.